# 293 Brasilia
293 Brasilia eller A909 HB är en större asteroid i asteroidbältet. Den upptäcktes 20 maj 1890 av den franske astronomen A. Charlois i Nice. Asteroiden har fått sitt namn efter landet Brasilien. Den före detta kejsaren Peter II av Brasilien hade flytt till Frankrike efter militärkuppen 1889 och kan ha legat bakom namnvalet, då han var känd som en beskyddare av astronomin.
Den tillhör och har givit namn åt asteroidgruppen Brasilia.